# Décès en 1164
Décès
- 1160
- 1161
- 1162
- 1163
- 1164
- 1165
- 1166
- 1167
- 1168

Cette page dresse une liste de personnalités mortes au cours de l'année 1164 :
- 30 janvier : Guillaume FitzEmperesse, vicomte de Dieppe.
- 10 février : Hugues de Fosses, un des premiers disciples et compagnons de Norbert de Xanten et premier abbé de l’ordre des chanoines de Prémontré (dits 'Norbertins').
- 13 mars : Fujiwara no Tadamichi, membre du puissant clan Fujiwara.
- 20 avril : Victor IV, antipape de 1159 à 1164.
- 16 mai : Héloïse d'Argenteuil, au couvent du Paraclet (née à Paris en 1101)[1], première femme diplômée et fondatrice du Paraclet, seconde femme, en 1135, à être nommée abbesse.
- 19 juin : Élisabeth de Schönau, religieuse bénédictine allemande, sainte catholique. (° 1129).
- 6 juillet : Adolphe II de Holstein, comte de Schauenburg et Holstein.
- 14 septembre : Sutoku, 75e empereur du Japon.
- 11 novembre : Hugues III d'Amiens, théologien français, archevêque de Rouen.
- 23 décembre[2] : Saint Armand, évêque de Brixen, originaire de Bavière.
- 31 décembre : Ottokar III de Styrie, margrave de Styrie.

- Armand de Bressanone, évêque de Bozen-Brixen (Bolzano-Bressanone), dans le Tyrol italien.
- Étienne II de Penthièvre, comte de Lamballe et de comte de Penthièvre.
- Gausfred III de Roussillon, comte du Roussillon.
- Ragnald III de Man, roi de l'Île de Man.
- Somerled, seigneur de guerre qui s'élève au rang de roi des Îles.
- Vratislav de Mecklembourg, coseigneur du Mecklembourg à Werle.

## Crédit d'auteurs
- Cet article est partiellement ou en totalité issu de l'article intitulé « 1164 » (voir la liste des auteurs).